# Ерос Рамацоти
Ерос Валтер Лучано Рамацоти (итал. Eros Walter Luciano Ramazzotti; Рим, 28. октобар 1963) један је од најпознатијих италијанских певача и аутора поп музике.
Сматра се веома значајним италијанским извођачем данашњице такође познатим и широм света, а врхунац каријере је доживео осамдесетих година и почетком двадесет првог века. До сада је продао више од 50 милиона дискова.

## Биографија
Већ као дете је заволео фудбал и музику, па је заједно са братом Марком основао бенд који је изводио и прерађивао песме познатих аутора.
Убрзо је почео сам да компонује, и своју каријеру је започео на Кастрокаро (итал. Castrocaro) фестивалу 1981. када потписује свој први уговор.
1982. издаје први сингл Ad un amico
док 1984. доживљава велики успех песмом Una terra promessa.
Убрзо је стекао велику популарност, па после албума Nuovi eroi
креће на своју прву турнеју.
Откако је издао и свој трећи албум, Ерос Рамацоти прави верзије и на шпанском језику за велико латиноамеричко тржиште, и тако достиже светску славу.
Године 1994. учествује на додели MTV награда у Берлину, а потом и у пројекту Трио који бива оцењен као музички догађај године.
Потписавши уговор BMG Recording 1995. године учествује на летњим фестивалима заједно са чувеним звездама као што су Елтон Џон, Род Стјуарт, Џими Пејџ и Џо Кокер за кога је касније написао песму That's all I need.
Један од најзначајнијих догађаја за Еросову каријеру је био албум Dove c'è la musica који бива продат у шеснаест милиона примерака.
Снимио је неколико изузетно познатих дуета са Лучаном Паваротијем, Џо Кокером, Андреом Бочелијем, Шер, Умбертом Тоцијем, међу којима је Cose della vitta са Тином Тарнер 1997. године, и I belong to you са Анастасијом 2005. који се појављује на албуму Calma aparente.

## Дискографија
- (сингл, 1982)
- (1984)
- (сингл, 1984)
- (1985)
- (1986)
- (1987)
- (мини албум, 1988)
- (1990)
- (дупли албум, 1991)
- (1993)
- (1996)
- (1997)
- (албум са концертним снимцима, 1998)
- (2000)
- 9 (2003)
- (2005)
- e² (2007)
- (2009)
- (2012)
- (2015)